# Tunnel van Falaën
De tunnel van Falaën is een spoortunnel in Falaën, een deelgemeente van Onhaye. De tunnel heeft een lengte van 45 meter. Daarmee is deze samen met de tunnel van Rochefort een van de kortste spoortunnels in België. De dubbelsporige spoorlijn 150 liep door deze tunnel. De sporen zijn verdwenen en vervangen door een asfaltstrook, als uitbreiding van het RAVeL-netwerk.